# Stefan Ilić (hockeista su ghiaccio)
Stefan Ilić (Belgrado, 27 marzo 1990) è un allenatore di hockey su ghiaccio ed ex hockeista su ghiaccio serbo, milita come difensore nell'Hockey Club Varese, squadra della Italian Hockey League.

## Carriera
Figlio dell'allenatore Nenad Ilić, cominciò a giocare in Italia, al Varese, per tre stagioni.
Ha fatto ritorno in patria nel 2006, per poi ritornare a giocare in Italia dal 2013.

## Palmarès
- Coppa Italia: 3

Valpellice: 2015-2016
Milano Rossoblu: 2016-2017, 2017-2018